# Apple Music
Apple Music és un servei de música i vídeo en línia, de pagament, desenvolupat per la companyia Apple Inc, amb el qual l'usuari pot escoltar música des dels seus dispositius. El servei també inclou diferents estacions radiofòniques d'Internet: Apple Music 1, Apple Music Hits i Apple Music Country que s'emeten en 200 països diferents durant les 24 hores del dia.
El servei va ser anunciat el 8 de juny de 2015, i llançat 22 dies més tard, el 30 de juny de 2015. La plataforma proporciona sis mesos de prova gratuïta pels nous abonats i passat aquest temps requereix una subscripció mensual.
Al principi es tractava d'un servei estrictament dedicat a la reproducció de música, i no va ser fins al 2016 que s'obrí al vídeo. Des de llavors la plataforma busca expandir-se amb la intenció d'esdevenir una plataforma cultural, com va declarar l'executiu Jimmy Iovine.
Actualment, Apple està invertint grans quantitats en la producció i compra de peces audiovisuals d'àmbit musical, com ara videoclips i concerts, que tenen com a finalitat donar suport als llançaments musicals, així com web series i pel·lícules.
La primera versió d'Apple Music que es va llançar per iOS va ser criticada per tenir una interfície poc intuïtiva. Tot i així, també va rebre bones crítiques per la selecció de llistes de reproducció, la vasta biblioteca de cançons disponibles i la seva integració en dispositius externs a l'ecosistema d'Apple. Pel llançament del sistema operatiu iOS 10, l'aplicació va ser redissenyada per tal de millorar el desordre, la navegació i la biblioteca dels usuaris. Aquest cop va rebre crítiques positives.
Apple Music va guanyar popularitat ràpidament després del seu llançament, aconseguint la fita de 10 milions d'abonats en només sis mesos i pel 2019 el servei comptava amb 60 milions d'abonats.

## Prestacions
Apple Music permet la reproducció de 70 milions de cançons pels seus usuaris. El servei posa a disposició diferents llistes, seleccionades per experts, i diferents recomanacions musicals que s'adapten als gustos de l'usuari. El servei també proporciona tres estacions de radio: l'Apple Music 1, conduit per DJ Zane Lowe, l'Apple Music Hits, i l'Apple Music Country, que està disponible a 100 països. La ràdio d'Apple Music és un servei gratuït tant per abonats com usuaris sense subscripció.
Els subscriptors de la plataforma poden crear-se un compte per compartir música amb altres usuaris i seguir-los. Per accedir-hi cal un compte d'iCloud, de manera que els usuaris poden combinar les dues biblioteques d'iTunes i d'Apple Music i escoltar música a qualsevol lloc. A més, el servei està fortament integrat en l'ecosistema d'Apple, sent compatible amb Siri i AirPlay. L'any 2019, Apple Music va treure la versió beta d'un reproductor en línia, que permet accedir a les característiques de subscripció de franc.
La interfície d'Apple Music consta de cinc parts: "Biblioteca", "Per Tu", "Explorar", "Ràdio", i "Cerca", a les quals s'accedeixen mitjançant una barra de navegació inferior. Des de "Biblioteca" s'accedeix a la col·lecció musical de l'usuari que es pot filtrar per cançons, "Playlists", "Artistes", "Àlbums", "Cançons" i "Música Descarregada".
A "Per Tu" s'hi troben les recomanacions musicals d'Apple Músic, amb música i llistes de reproducció d'artistes similars als gustos musicals de l'usuari. Per facilitar i donar més informació dels gustos musicals, l'usuari pot donar el "m'agrada" o "no m'agrada" d'una cançó
"Explora" és l'apartat dedicat a les novetats musicals: des de nous llançaments, llistes de reproducció seleccionades per l'equip d'Apple Music, futurs àlbums, així com la cerca de música segons "Gèneres", "Estats anímics", "Música popular" i "Videoclips musicals".
A "Ràdio" s'hi incorporen les estacions radiofòniques disponibles; des de la Ràdio d'Apple Music, fins a estacions dedicades a un artista o gènere. A diferència de serveis radiofònics tradicionals, les ràdios d'Apple Music permeten saltar cançons, així com veure la llista de cançons reproduïdes i que es reproduiran.
Des de "Cerca", l'usuari pot realitzar una cerca escrivint el nom o lletra de qualsevol cançó, àlbum, artista, llista o usuari a la caixa de cerca. A sota s'hi genera una llista de cerques recents de l'usuari així com i les cerques més buscades.
La reproducció d'una cançó se senyalitza amb una barra de reproducció que se situa per sobre de la barra de navegació, i la qual es desplega al clicar-hi a sobre. En la secció desplegada "ara reproduint" s'hi mostra la informació de la pista i la caràtula de l'àlbum al qual pertany. Des d'aquesta part l'usuari pot afegir la cançó a la seva biblioteca, descarregar-la al dispositiu i classificar-la segons "'m'agrada" o "no m'agrada". També pot gestionar la música que es reproduirà després i si vol que aquesta es reprodueixi aleatòriament o que es repeteixi. Una de les últimes característiques afegides és l'addició de les lletres sincronitzades amb la cançó
A les pàgines de l'artista s'hi inclou un bàner i un botó de reproducció que automàticament crea una estació de ràdio dedicada a l'artista. Les pàgines d'artista també inclouen diferents seccions pels seus llançaments, àlbums i senzills, cançons més populars i informació.
Els usuaris poden veure aquelles cançons, àlbums o artistes que més han reproduït en un any a partir de l'Apple Music Replay (s'hi accedeix pel menú "Per tu").
El servei és compatible amb la versió 8.4 o posterior d'iOS, 13.0 o posterior d'iPadOS, sistema macOS Catalina o posterior per a Mac OS, i la versió 12.2 o posterior d'iTunes o posterior pels dispositius deWindows, Apple Watch, Apple TV, Apple CarPlay, and Apple HomePod. Pels dispositius d'Android, Chrome OS, Amazon Echo i els altaveus Sonos cal la versió 4.3 o posterior. Els dispositius que no poden comptar amb l'aplicació nativa, poden accedir a Apple Music a través del reproductor web (beta).

## Història

### Preparació
Abans de la creació d'Apple Music, l'iPod i l'iTunes van donar pas a la "revolució de la música digital". De fet, el mateix Steve Jobs es va oposar a la idea de serveis de subscripció musicals. Després que Apple comprés equipament de creació d'àudio a Beats Electronics l'any 2014, aquest va adquirir el servei de Beats, Beats Music i va nomenar Ian Rogers, director executiu de Beats, responsable del servei d'iTunes Radio. Més tard, Business Insider va mencionar que Apple tenia planejat unir els dos serveis. Apple també va contractar el DJ britànic, Zane Lowe, per que fos curador musical.
Més tard, el director executiu de Sony, Doug Morris, va confirmar el 7 de juny de 2015, que Apple tenia els plans d'anunciar una plataforma de música en línia, dient que es duria l'endemà ("It's happening tomorrow") El llançament es va fer en un més. Morris ha emfatitzat que, des del punt de vista financer, prefereix els sistemes de subscripció que els de finançament per publicitat.

### Regalia
Poc abans que Apple Music fos llançat, la cantautora Taylor Swift va escriure una carta oberta on hi criticava el fet que Apple no reemborsava els artistes pels tres mesos de període de prova i hi anunciava que no llançaria el seu àlbum 1989 al servei. Swift considerava que la política era "injusta" perquè Apple Music "no pagaria compositors, productors o artistes durant aquests tres mesos". La companyia britànica independent Beggars Group també va criticar el servei
L'endemà de la carta de Swift, el vicepresident del Software d'Internet i serveis d'Apple Eddy Cue va anunciar a Twitter que Apple havia canviat la seva política, i que Apple Music "pagarà l'artista per reproducció, fins i tot durant el període de prova". Swift va anunciar, com a resposta, que "després dels esdeveniments d'aquesta setmana, he decidit pujar 1989 a Apple Music".

### Anunci i llançament

Mapa de disponibilitat de Música d'Apple

Apple Music va ser llançat el 30 de juny de 2015 a 100 països. Els nous usuaris rebien un període de prova de tres mesos gratuïts, amb el primer pagament després d'aquest temps. El pla familiar permet que sis usuaris comparteixin la subscripció per un preu reduït. Al principi Apple pretenia entrar al mercat amb un preu inferior del servei, però la indústria va denegar el pla. El servei va debutar a l'actualització de l'aplicació de música pròpia d'Apple (la versió iOS 8.4). Per l'Apple TV i dispositius d'Android, el llançament estava planejat per la tardor de 2015. La cançó sense anunciar de Pharrell Williams, titulada "Freedom", va ser utilitzada pel vídeo promocional del servei.  Després del llançament, totes les subscripcions de Beats Music van ser migrades a Apple Música, i el servei va ser interromput.
El maig de 2016, es va anunciar un pla per estudiant, el preu del qual és el 50% del preu original. Al començament, aquesta tarifa només va estar disponible per estudiants dels Estats Units, Regne Unit, Alemanya, Dinamarca, Irlanda, Austràlia i Nova Zelanda; més tard al novembre de 2016 es va expandir a estudiants de 25 països més
El febrer de 2016, Music Business Worldwide va informar que, amb el llançament del servei a Turquia i Taiwan, Apple Music estava disponible a 113 països. L'agost de 2016, Apple Music va ser llançat a Israel i Corea del Sud.
El 21 d'abril de 2020, Apple va anunciar que Apple Música s'expandiria a 52 països al voltant del mon, arribant a un total a 167 en tot el món.

### Altres projectes
El novembre de 2015, Apple va llançar la versió d'Apple Music per Android, sent, segons alguns reporters, la primera aplicació d'Apple en Android. L'app va ser actualitzada l'abril de 2017 perquè es combinés amb el disseny d'iOS 10.
Apple ha afegit a la seva secció "Fet per tu" (del menú "Per Tu") llistes de música personalitzada: "Mix: chill", "Mix: nova música", "Mix: anima't".
El 30 de novembre de 2018, Apple va fer compatible el seu servei amb els altaveus d'Amazon Echo, després que fossin únicament compatibles amb els altaveus propis d'Apple.
El 13 de desembre de 2018, Apple va acabar amb l'apartat "Connecta" per així crear un redisseny introduït a l'iOS 11 que potencia el perfil dels artistes i permet que els usuaris puguin compartir la seva música i llistes amb amics i seguidors.
El 5 de setembre de 2019, Apple va llançar el reproductor web en beta, que dona accés a totes les característiques de la subscripció d'Apple Music de franc (tot i que hi falten algunes que s'esperen afegir més tard).
El 15 de novembre de 2019, Apple va publicar una nova característica anomenada Apple Music Replay. Es tracta d'una llista musical que emmagatzema les cançons preferides de l'any de l'usuari, semblant a l'Spotify Wrapped de Spotify.
El 20 de novembre de 2019, Apple va anunciar que la biblioteca musical d'Apple Music conté uns 60 milions de cançons.
El 20 de novembre de 2019, Apple va introduir Apple Music per Empreses, oferint llistes de reproducció personalitzades per minoristes.
L'any 2020, Apple Music pactar amb Universal Music Group, Sony Music i Warner Music Group per la promoció i subsidi d'streaming de cançons de la talla de Taylor Swift, Lizzo i Adele.

## Premis d'Apple Music
| # | Any  | Artista Global | Artista revelació   | Compositor(s)                    | Àlbum                                                     | Cançó                        | Ref.   |
| - | ---- | -------------- | ------------------- | -------------------------------- | --------------------------------------------------------- | ---------------------------- | ------ |
| 1 | 2019 | Billie Eilish  | Lizzo               | Billie Eilish, Finneas O'Connell | When We All Fall Asleep, Where Do We Go? de Billie Eilish | "Old Town Road" de Lil Nas X | [ 37 ] |
| 2 | 2020 | Lil Baby       | Megan Thee Stallion | Taylor Falciot                   | Please Excuse Me for Being Antisocial de Roddy Ricch      | "The Box" de Roddy Ricch     | [ 38 ] |